# Stalden im Emmental
Stalden im Emmental (toponimo tedesco) è una frazione del comune svizzero di Konolfingen, nel Canton Berna (regione di Berna-Altipiano svizzero, circondario di Berna-Altipiano svizzero).

## Storia

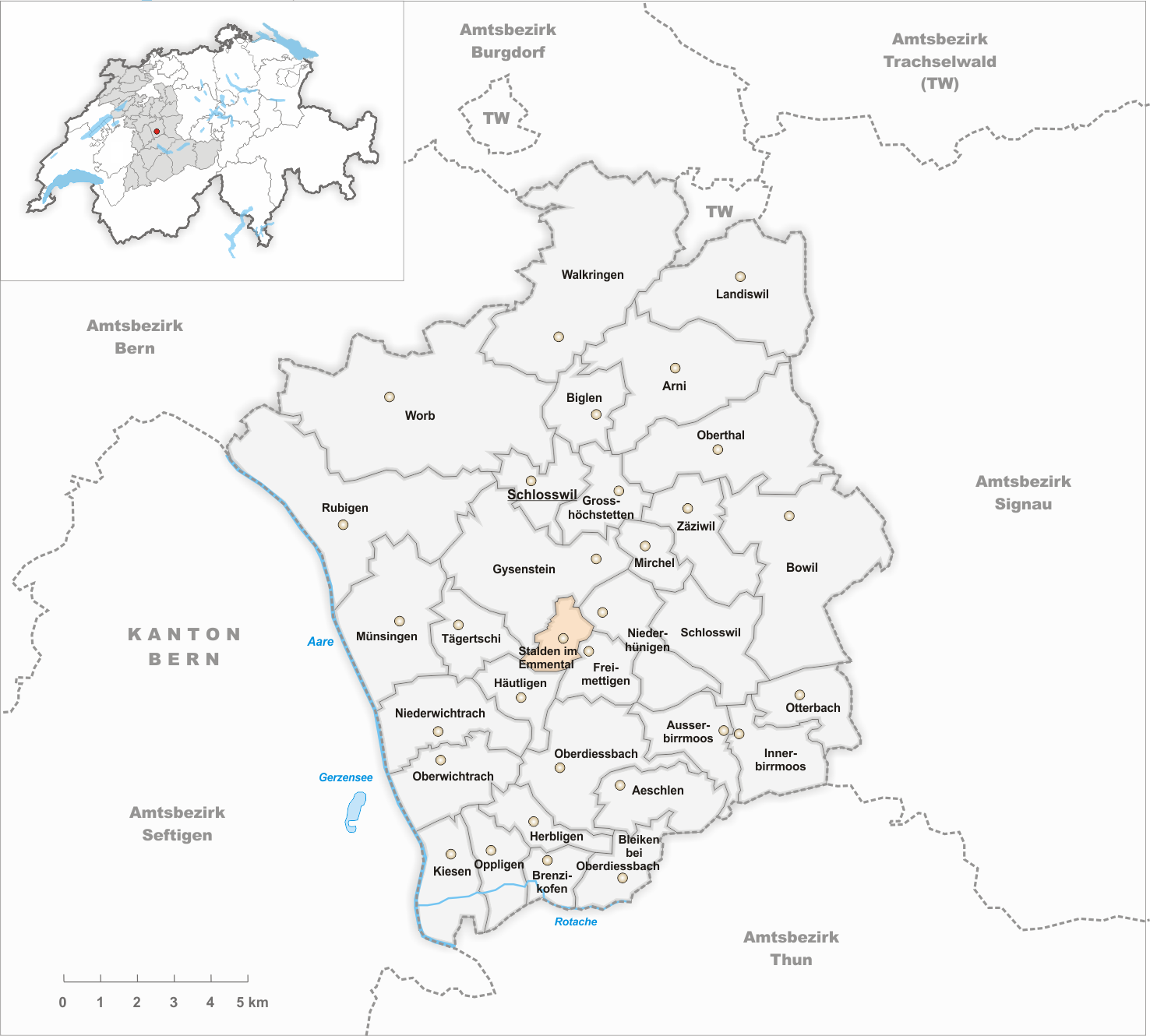
Il territorio del comune di Stalden im Emmental prima degli accorpamenti comunali del 1933

Già comune autonomo che apparteneva al distretto di Konolfingen e che fino al 1923 comprendeva anche la località di Ämligen (poi assegnata al comune di Tägertschi), nel 1933 è stato accorpato all'altro comune soppresso di Gysenstein per formare il nuovo comune di Konolfingen.

## Monumenti e luoghi d'interesse

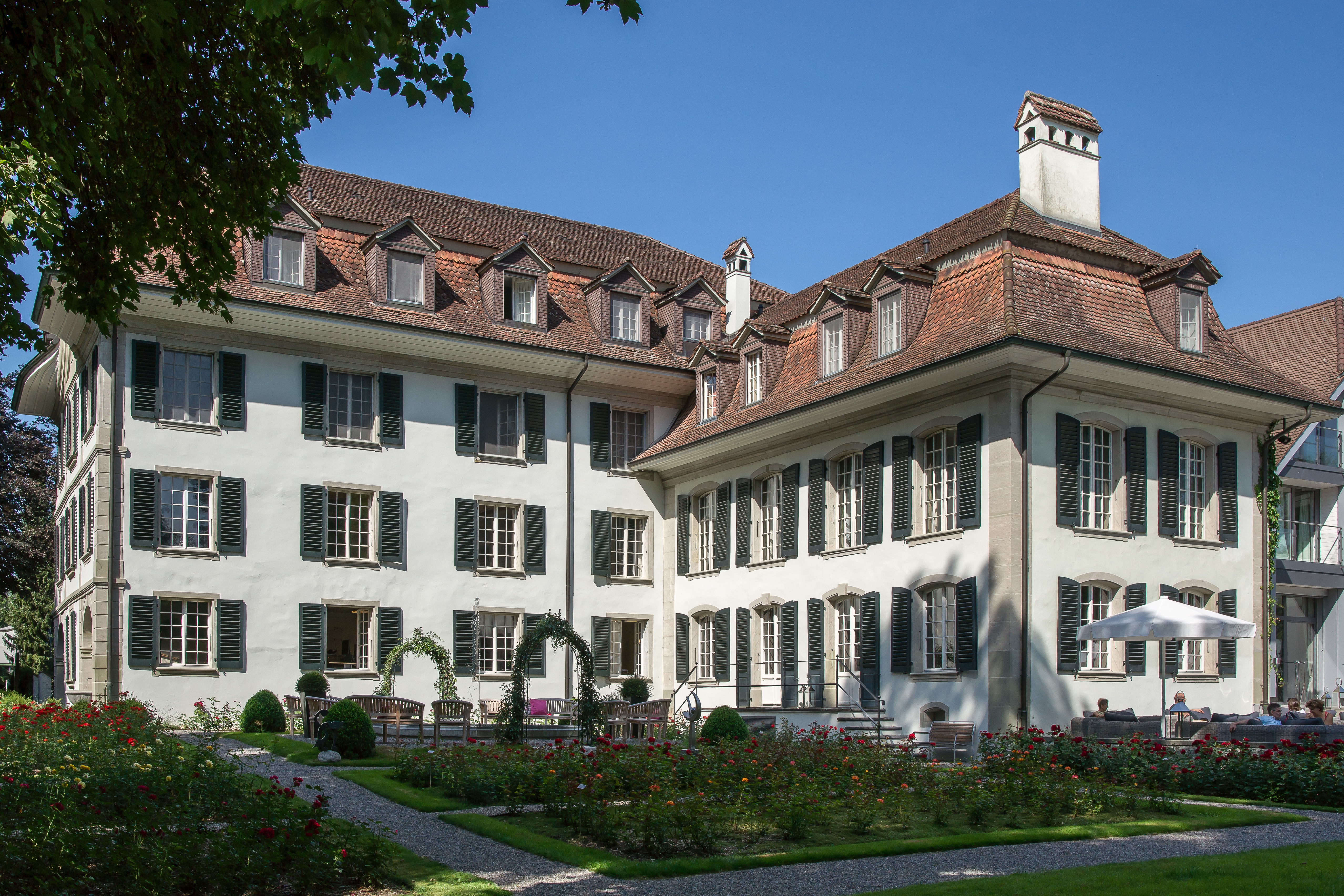
Il castello di Hünigen

- Castello di Hünigen, ricostruito nel 1554[1].

## Società

### Evoluzione demografica
L'evoluzione demografica è riportata nella seguente tabella:
Abitanti censiti

## Amministrazione
Ogni famiglia originaria del luogo fa parte del cosiddetto comune patriziale e ha la responsabilità della manutenzione di ogni bene ricadente all'interno dei confini del comune.

## Infrastrutture e trasporti
Stalden im Emmental è servito dall'omonima stazione sulla ferrovia Burgdorf-Thun.